# Ivösjön
Ivösjön – jezioro w południowej Szwecji, położone w północno-wschodniej części prowincji historycznej (landskap) Skania, w granicach gmin Kristianstad i Bromölla. Największe pod względem powierzchni (54,2 km²) i najgłębsze jezioro w Skanii. Średnia głębokość wynosi 11,3 m, maksymalna ok. 50 m. W latach 1872–1874 w wyniku przeprowadzonych robót, obniżono poziom jeziora o ok. 1,8 m.
W wodach jeziora żyje około 25–30 gatunków ryb. Jego obszar objęty jest od 2004 r. programem Natura 2000.
Na jeziorze Ivösjön położona jest największa wyspa Skanii, Ivön, o powierzchni ok. 1100 ha. Znajdują się na niej średniowieczne ruiny tzw. piwnicy biskupiej (Biskopkällaren), gdzie ostatnie lata życia spędził śmiertelnie chory arcybiskup Lund Anders Sunesen (zm. 1228). W północnej części wyspy do lat 50. XX w. wydobywano kaolin, transportowany następnie promami do zakładów Iföverken w Bromölla.
Druga pod względem powierzchni wyspa jeziora, Enön, jest niezamieszkana.
Od nazwy jeziora utworzono nazwę gatunkową kopalnego (kredowego) grzyba Stomiopeltites ivoeensis (workowce, klasa Dothideomycetes, rząd Micropeltidales), znalezionego w skałach, odsłaniających się w nieodległym od jeziora kamieniołomie.